# هاورهیل، سافک
latitudeهاورهیل، سافکlongitudeهاورهیل، سافک
هاورهیل، سافک (به انگلیسی: Haverhill, Suffolk) یک شهرک در بریتانیا است که در انگلستان واقع شده‌است.

## خصوصیات
هاورهیل ۲۷٬۰۴۱ نفر جمعیت دارد.